# Daytime-Emmy-Verleihung 2007
Die Daytime-Emmy-Verleihung 2007 fand am 15. Juni 2007 im Kodak Theatre, Los Angeles statt. Die Sendung wurde von CBS ausgestrahlt. Es war die 34. Verleihung in der Sparte Daytime.

## Programmkategorien
| Dramaserie (Outstanding Drama Series) | Spielshow (Outstanding Game/Audience Participation Show) |
| --- | --- |
| - Springfield Story (CBS) - Schatten der Leidenschaft (CBS) - Reich und Schön (CBS) - Liebe, Lüge, Leidenschaft (ABC)                              | - The Price Is Right (CBS) - Jeopardy! (Syndikation) - Who Wants to Be a Millionaire (CBS)                                                                                  |
| Talkshow (Outstanding Talk Show) | Frühstücksprogramm (Outstanding Morning Program) |
| - The Ellen DeGeneres Show (Syndikation) - Dr. Phil (Syndikation) - Rachael Ray (Syndikation) - The View (ABC) - The Tyra Banks Show (Syndikation) | - Good Morning America (ABC) - Today (NBC) - Live! with Regis and Kelly (Syndikation)                                                                                       |
| Kinderprogramm (Outstanding Pre-School Children’s Series)                                                                                          | Kinderzeichentrickserie (Outstanding Children’s Animated Program) |
| - Sesamstraße (PBS) - Hi-5 (Hi-5) - Hip Hop Harry (Discovery Kids) - It’s a Big Big World (PBS) - Paz the Penguin                                  | - Erdferkel Arthur und seine Freunde (PBS) - Curious George (PBS) - Peep and the Big Wide World (PBS) - Time Warp Trio (Discovery Kids) - Todds tolle Welt (Discovery Kids) |
| Sonderprogramm (Outstanding Special Class Series)                                                                                                  | Kinderserie (Outstanding Children’s Series) |
| - MTV Made (MTV) - Animal Rescue with Alex Paen - A Baby Story - Judge Judy - Starting Over                                                        | - Reading Rainbow - Assignment Discovery - Endurance: High Sierras - Black Hole High                                                                                        |
| Zeichentrickserie (Outstanding Special Class Animated Program)                                                                                     | Lifestylesendung (Outstanding Lifestyle Program) |
| - Tutenstein - The Batman - Meteor, der kleine Monstertruck - Creepie - Meine Freunde Tigger und Puuh (Disney Channel)                             | - Paula’s Home Cooking (Food Network) - The Barefoot Contessa (Food Network) - The Martha Stewart Show (NBC) - Sell This House (A&E) - This Old House (PBS)                 |

## Schauspiel
| Hauptdarsteller in einer Dramaserie (Outstanding Lead Performance in a Drama Series) | Hauptdarsteller in einer Dramaserie (Outstanding Lead Performance in a Drama Series) |
| Hauptdarsteller | Hauptdarstellerin |
| --- | --- |
| - Christian LeBlanc als Michael Baldwin in Schatten der Leidenschaft - Anthony Geary als Luke Spencer in General Hospital - Peter Bergman als Jack Abbott in Schatten der Leidenschaft - Ricky Paull Goldin als Gus Aitoro in Springfield Story - Michael Park als Jack Snyder in Jung und Leidenschaftlich – Wie das Leben so spielt             | - Maura West als Carly Tenney in Jung und Leidenschaftlich – Wie das Leben so spielt - Jeanne Cooper als Katherine Chancellor in Schatten der Leidenschaft - Crystal Chappell als Olivia Spencer in Springfield Story - Kim Zimmer als Reva Shayne in Springfield Story - Michelle Stafford als Phyllis Summers Newman in Schatten der Leidenschaft                      |
| Nebendarsteller (Outstanding Supporting Performance in a Drama Series) | |
| Nebendarsteller | Nebendarstellerin |
| - Rick Hearst als Ric Lansing in General Hospital - Trent Dawson als Henry Coleman in Jung und Leidenschaftlich – Wie das Leben so spielt - Dan Gauthier als Kevin Buchanan in Liebe, Lüge, Leidenschaft - Greg Rikaart als Kevin Fisher in Schatten der Leidenschaft - Kristoff St. John als Neil Winters in Schatten der Leidenschaft           | - Genie Francis als Laura Spencer in General Hospital - Renée Elise Goldsberry als Evangeline Williamson in Liebe, Lüge, Leidenschaft - Rebecca Herbst als Elizabeth Webber in General Hospital - Lesli Kay als Felicia Forrester in Reich und Schön - Gina Tognoni als Dinah Marler in Springfield Story - Heather Tom als Kelly Cramer in Liebe, Lüge, Leidenschaft    |
| Kinderdarsteller in einer Dramaserie (Outstanding Performance by a Younger Artist in a Drama Series) | |
| Kinderschauspieler | Kinderschauspielerin |
| - Bryton McClure als Devon Hamilton in Schatten der Leidenschaft - Van Hansis als Luke Snyder in Jung und Leidenschaftlich – Wie das Leben so spielt - Tom Pelphrey als Jonathan Randall in Springfield Story - Jesse Soffer als Will Munson in Jung und Leidenschaftlich – Wie das Leben so spielt - James Stevenson als Jared Casey in Passions | - Jennifer Landon als Gewen Munson in Jung und Leidenschaftlich – Wie das Leben so spielt - Julie Marie Berman als Lulu Spencer in General Hospital - Alexandra Chando als Maddie Coleman in Jung und Leidenschaftlich – Wie das Leben so spielt - Stephanie Gatschet als Tammy Layne Winslow in Springfield Story - Leven Rambin als Lily Montgomery in All My Children |

## Moderation
| Gameshow-Moderation (Outstanding Game Show Host) | Talkshow-Moderator (Outstanding Talk Show Host) |
| --- | --- |
| - Bob Barker, The Price Is Right - Ben Bailey, Cash Cab - Pat Sajak, Wheel of Fortune - Alex Trebek, Jeopardy! - Meredith Vieira, Who Wants to be a Millionaire             | - Ellen DeGeneres in The Ellen DeGeneres Show - Phil McGraw in Dr. Phil - Rachael Ray in Rachael Ray - Barbara Walters, Rosie O’Donnell, Joy Behar und Elisabeth Hasselbeck in The View - Lisa Rinna und Ty Treadway in Soap Talk - Tyra Banks in The Tyra Banks Show |
| Lifestyle-Moderator (Outstanding Lifestyle Host) | |
| - Paula Dean in Paula’s Home Cooking - Cathie Filian und Steve Piacenza in Creative Juice - Emeril Lagasse in Essence of Emeril - Martha Stewart in The Martha Stewart Show | |

## Produktion
| Drehbuch für eine Dramaserie (Outstanding Drama Series Writing Team)                 | Regie für eine Dramaserie (Outstanding Drama Series Directing Team)                                                      |
| ------------------------------------------------------------------------------------ | --- |
| - Springfield Story - General Hospital - Reich und Schön - Schatten der Leidenschaft | - Jung und Leidenschaftlich – Wie das Leben so spielt - General Hospital - Springfield Story - Liebe, Lüge, Leidenschaft |

## Auftritt in einem Zeichentrickprogramm
(Outstanding Performer in an Animated Program)
- Eartha Kitt (als Yzma in Kuzco’s Königsklasse)
- Jim Conroy (als Ruff Ruffman in FETCH! with Ruff Ruffman)
- Maile Flanagan (als Piggley Winks in Au Schwarte!)
- Danica Lee (als Ming-Ming Duckling in Wonder Pets)
- Russi Taylor (als Ferny in Au Schwarte!)

## Auftritt in einer Kinderserie
(Outstanding Performer In A Children’s Series)
- Kevin Clash als Elmo in Sesamstraße
- Caroll Spinney als Oscar in Sesamstraße
- LeVar Burton als er selbst in Reading Rainbows

## Lebenswerk
(Lifetime Achievement Awards)
- Lee Phillip Bell
- James Lipton